# Whittier (Alaska)
Whittier – miasto w najdalszym punkcie fiordu w Zatoce Księcia Williama zwanego Passage Canal, w amerykańskim stanie Alaska, około 93 km na południowy wschód od Anchorage. Należy do obszaru spisu powszechnego Valdez-Cordova.

## Położenie
Miasto jest trudno dostępne – leży nad zatoką, a z pozostałych stron otoczone jest górami. W 2010 liczba ludności wyniosła 220 osób, z których niemal wszystkie mieszkają w jednym budynku (Begich Towers). Whittier jest punktem docelowym dla Alaska Marine Highway.

## Transport
Samochodem można do miasta dotrzeć tylko jednokierunkowym tunelem pod masywem Maynard Mountain o długości 4,1 km, w którym kierunek jazdy zmienia się co 30 minut, dlatego mieszkańcy muszą planować swoje wyjazdy, dostosowując się do rozkładu jazdy tunelu. Przeprawa tunelem jest czynna wyłączne w godzinach 7-22, dlatego w nocy dostanie się tam jest praktycznie niemożliwe. Do Whittier dojeżdża także pociąg (jego linia biegnie również wspomnianym tunelem), ale kursuje on rzadko.
Praktycznie cały teren w granicach miasta należy do kolei kanadyjskich, które nie przewidują jego sprzedaży. W związku z tym nie ma tu możliwości budowy domów.

## Turystyka
Ze względu na swoją specyfikę Whittier jest chętnie odwiedzane przez turystów. Największą grupą są ci, którzy szukają nietypowych atrakcji i chcą później opowiadać o tym, że odwiedzili miejsce całkowicie odcięte od świata. Miasto jest też przystankiem wielu rejsów morskich wzdłuż wybrzeży Alaski. Z oficjalnej strony miasta wiadomo, że rocznie Whittier odwiedza nawet ponad 700 tys. osób.

## Kataklizmy
27 marca 1964 Whittier nawiedziło najsilniejsze trzęsienie ziemi zarejestrowane kiedykolwiek w USA (9,2 w skali Richtera), które spowodowało 13-metrowej wysokości tsunami wzdłuż zachodniego wybrzeża Stanów Zjednoczonych. W rezultacie zginęło 13 osób, a straty w mieście oszacowano na ponad 10 milionów dolarów. 

## Begich Towers
Obszar, gdzie dziś znajduje się Whittier, rozwijano w czasie II wojny światowej, kiedy wybrano go na miejsce pod budowę portu wojennego i bazy logistycznej dla United States Army. Obecne Begich Towers było częścią tego planu. W 1957 zbudowano sąsiedni względem wież Buckner Building, w owym czasie największy budynek na Alasce. Pomimo ambitnych planów te dwa budynki były jedynymi jakie powstały. Były używane przez armię do wczesnych lat 60.
Jako że większość społeczności i usług znajduje się w budynku lub przy nim, mieszkańcy mogą pozostawać w środku przez długi czas, jeśli pogoda jest niekorzystna lub po prostu nie chcą wychodzić. Oprócz przestrzeni mieszkalnych budynek mieści podstawowe usługi dla małego miasteczka: urząd pocztowy, dwa sklepy, szpital, departament policji i biuro burmistrza. Jest także mały kościół, pralnia, sala konferencyjna, przestrzeń do zabawy i kryty basen. Szkoła mieści się wprawdzie w osobnym budynku, ale prowadzi do niego podziemne przejście. W budynku mieści się także pensjonat, położony na dwóch najwyższych piętrach.